# Diêu (họ)

họ Diêu viết bằng chữ Hán

Diêu là một họ của người châu Á. Họ này có mặt ở Trung Quốc (chữ Hán: 姚, Bính âm: Yao) và Triều Tiên (Hangul: 요, Romaja quốc ngữ: Yo). Họ Diêu xếp thứ 101 trong danh sách Bách gia tính nhà Tống. Về mức độ phổ biến họ này xếp thứ 68 ở Trung Quốc theo số liệu năm 2006. Theo truyền thuyết Trung Quốc thì họ Diêu là một trong "Thượng cổ bát đại tính," (上古八大姓) 8 họ ("tính") cổ nhất của người Hoa, đây là họ của vua Thuấn, vốn tên thật là Diêu Trọng Hóa..

## Người họ Diêu nổi tiếng
- Vua Thuấn, tên thật là Diêu Trọng Hóa, một trong Tam Hoàng Ngũ Đế
- Các vua nhà Hậu Tần, bắt đầu từ Diêu Trường
- Diêu Kỳ, tướng lĩnh đầu thời Đông Hán
- Diêu Sùng, tể tướng đầu thời Đường Huyền Tông
- Diêu Tư Liêm, sử gia thời nhà Đường
- Diêu Văn Nguyên, một trong Tứ nhân bang
- Diêu Kì Trí, nhà toán học Trung Quốc từng giành giải Turing
- Diêu Tân, vận động viên trượt băng Trung Quốc
- Diêu Minh (Yao Ming), vận động viên bóng rổ Trung Quốc
- Diêu Gia Văn, phó chủ tịch Đảng Dân tiến Đài Loan
- Diêu Thị Lan Phương, tiến sĩ, phó hiệu trưởng trường THPT chuyên Khoa học Xã hội và Nhân văn